# Le Bateau sur la montagne
 (juin 2021).
Si vous disposez d'ouvrages ou d'articles de référence ou si vous connaissez des sites web de qualité traitant du thème abordé ici, merci de compléter l'article en donnant les références utiles à sa vérifiabilité et en les liant à la section « Notes et références ».
Le Bateau sur la montagne est un roman arménien de Gostan Zarian paru en 1943.
Gostan Zarian a hissé son ultime roman, Le Bateau sur la montagne, au rang de chef-d'œuvre de la littérature mondiale[réf. nécessaire]. Son universalité réside dans ce qu’il est construit comme un mythe, qui interroge le destin spirituel de la terre et des peuples.

## Histoire
Une année s’est écoulée depuis la Révolution d'Octobre 1917. Les troupes russes ont abandonné le front. Le Caucase est livré à lui-même, ravagé par les épidémies et la guerre. C’est dans ce contexte de fin du monde que le peuple arménien accomplit un miracle géostratégique. Alors qu’il a perdu son indépendance depuis un millénaire, il parvient à fonder une république indépendante, deux ans après le génocide de 1915-1916, qui a décimé sa population sous administration ottomane.
Le héros du roman, Ara Hérian, capitaine au long cours, conscient de la formidable bataille qui se prépare, quitte la mer Noire et part rejoindre son tout nouveau pays, une mer de montagnes. Il propose ses services de marin et s’engage à faire parvenir une vedette pour patrouiller sur l’unique plan d’eau de l’Arménie, un vaste lac de haute altitude…